# 2020년 하계 올림픽 보스니아 헤르체고비나 선수단
2020년 하계 올림픽 보스니아 헤르체고비나 선수단은 2021년 일본 도쿄에서 열린 2020년 하계 올림픽에 참가한 올림픽 보스니아 헤르체고비나 선수단이다.
보스니아 헤르체고비나는 2020년 도쿄 하계 올림픽에 출전했다. 원래 2020년 7월 24일부터 8월 9일까지 열릴 예정이었던 올림픽은 코로나19 범유행으로 인해 2021년 7월 23일부터 8월 8일로 연기되었다. 이는 보스니아 헤르체고비나가 하계 올림픽에 8회 연속 출전한 것이었다.
이번 대회는 보스니아 헤르체고비나에서 지금까지 가장 성공적인 올림픽이었으며, 보스니아 헤르체고비나는 사상 처음으로 해당 카테고리의 최고 선수 10명 중 한 명 이상의 선수 자리를 차지했다. 네자드 후시치가 5위, 아멜 투카가 6위, 라리사 세리치가 9위를 차지했다. 또한 11위를 차지한 메수드 페제르도 상위 10위 안에 거의 들었다. 그러나 이러한 개선에도 불구하고 보스니아 헤르체고비나는 2020년 하계 올림픽에서 여전히 단일 메달을 획득하지 못했다.

## 출전 선수
| 종목   | 남자 | 여자 | 전체 |
| ------ | ---- | ---- | ---- |
| 육상   | 2    | 0    | 2    |
| 유도   | 0    | 1    | 1    |
| 사격   | 0    | 1    | 1    |
| 수영   | 1    | 1    | 2    |
| 태권도 | 1    | 0    | 1    |
| 전체   | 4    | 3    | 7    |

## 같이 보기
- 올림픽 보스니아 헤르체고비나 선수단